# Nekrolog (Totenverzeichnis)

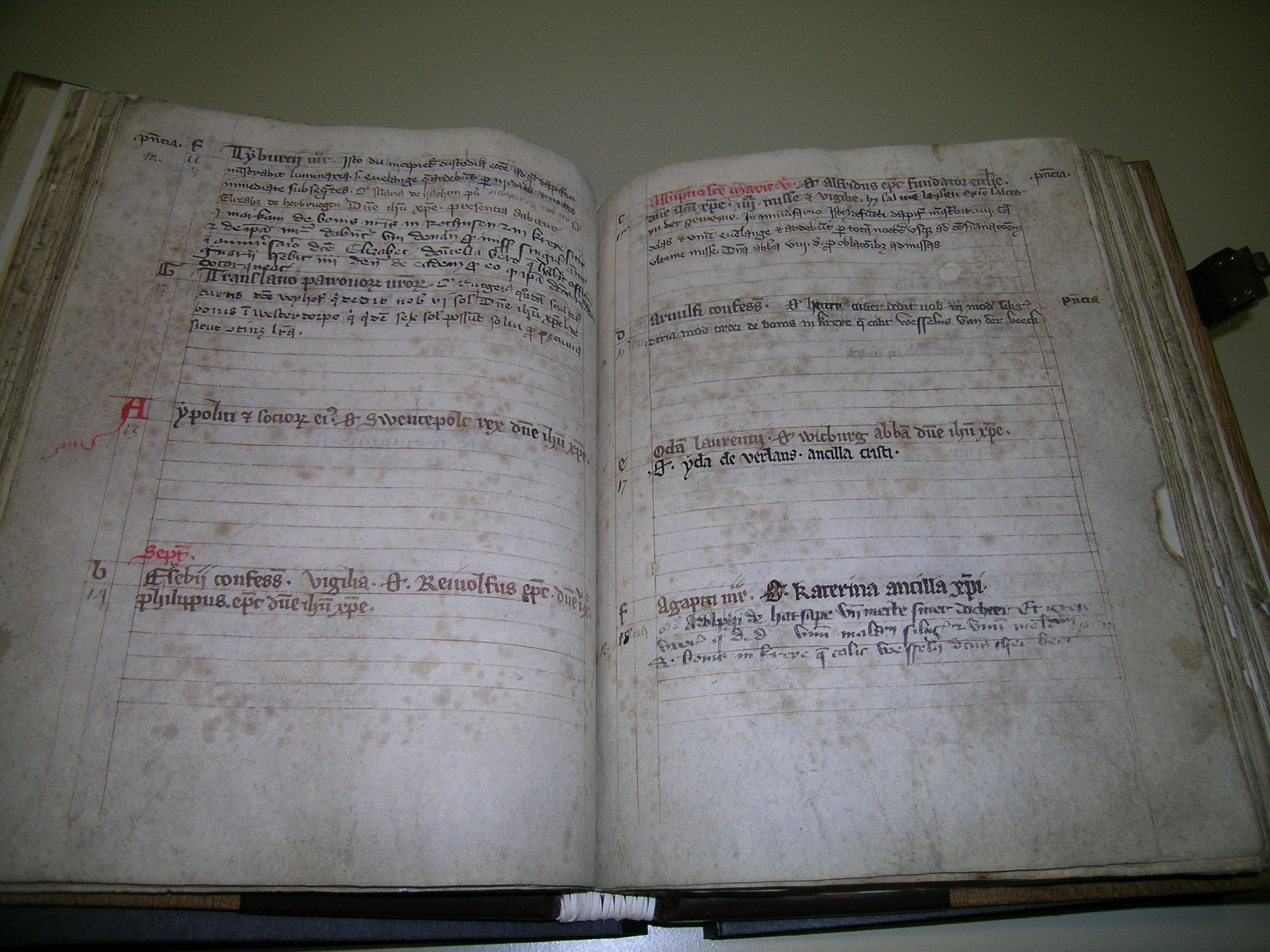
Ein Nekrolog aus dem Stift Essen (ca. 1300). Aufgeschlagen ist die Woche vom 12. bis 18. August mit dem Eintrag des Stiftsgründers Altfrid am 15. August.

Ein Nekrolog (Plural Nekrologe) ist ein Verzeichnis der Verstorbenen, wie es seit dem Mittelalter in Klöstern und Stiften geführt wurde. In der Neuzeit wurden auch außerhalb des kirchlichen Bereichs Nekrologe verfasst, teils mit ausführlichen Biografien, teils mit kurzen biografischen Angaben zu den Verstorbenen.
Das Wort wird mit Bezug zum Mittelalter überwiegend als Neutrum verwendet (das Nekrolog), mit Bezug zur Neuzeit als Maskulinum (der Nekrolog). Die ursprüngliche Wortform Necrologium oder Nekrologium (Plural Nekrologien) wird mit Bezug zum Mittelalter verwendet.

## Mittelalter
Aus dem Mittelalter sind Totenverzeichnisse in Klöstern und Stiften bekannt. Necrologium war eine der Bezeichnungen für ein solches Totenverzeichnis. In den Nekrologien waren die Namen und die wichtigsten Lebensdaten derjenigen notiert, für die man insbesondere an ihrem Sterbetag zu beten hatte. Dies waren nicht nur verstorbene Mitglieder der kirchlichen Gemeinschaft, sondern etwa auch Stifter und Wohltäter. Ab dem Spätmittelalter wurden Totenverzeichnisse in den meisten Klöstern, Stiften und Pfarrkirchen geführt.
Verbrüderungsbücher waren Vorläufer der Nekrologien. Neben necrologium gab es weitere Bezeichnungen, darunter mortuarium und obituarium (heute auch Obituar genannt).
Nekrologien waren ein Bestandteil des mittelalterlichen Memorialwesens. Wegen der in ihnen enthaltenen biografischen Daten sind sie heute wichtige historischen Quellen. Bedeutende Nekrologien sind beispielsweise aus den Klöstern Fulda, Prüm und Lorch erhalten.

## Neuzeit
Nach Christian Heinrich Schmid wurden unter einer Rubrik „Necrologue“[!]  im 18. Jahrhundert in Frankreich zunächst „Todtenlisten“ von im abgelaufenen Jahr verstorbenen französischen Gelehrten publiziert. Gegen Ende des Jahrhunderts wurden dann in Deutschland Jahrbücher mit Biografien verstorbener Persönlichkeiten veröffentlicht, die im Titel als Nekrolog bezeichnet wurden (nunmehr Maskulinum, der Nekrolog), darunter die folgenden:
- Christian Heinrich Schmid: Nekrolog oder Nachrichten von dem Leben und den Schriften der vornehmsten verstorbenen teutschen Dichter (1785)
- Friedrich von Schlichtegroll: Nekrolog auf das Jahr [1791–1800], enthaltend Nachrichten von dem Leben merkwürdiger in diesem Jahr verstorbener Deutscher
- Christian Friedrich Buchner: Nekrolog für Freunde der deutschen Litteratur (1791–1794)
- Nekrolog der Teutschen (1802–1806)
- Georg Friedrich August Schmidt (Hrsg.): Neuer Nekrolog der Deutschen (1824–1854)
- Biographisches Jahrbuch und deutscher Nekrolog (1897–1917)

Nekrologe dieser Art waren nach wie vor Verzeichnisse von Verstorbenen, aber keine kirchlichen Bücher. Sie gingen auch über die registermäßige Datensammlung hinaus und beschäftigten sich im Sinne von Nachrufen ausführlich mit der Persönlichkeit und dem Leben der Verstorbenen. Andererseits gab es laut Joachim Heinrich Campe Nekrologe in Zeitschriften mit nur kurzen Angaben zu den Verstorbenen, die insoweit den kirchlichen Nekrologen ähnlich waren.
Biografische Jahrbücher des 20. Jahrhunderts wie Wer ist wer? oder das Genealogische Handbuch des Adels enthalten meist unter der Überschrift Nekrolog ein gesondertes Verzeichnis der Personen, die innerhalb eines bestimmten Zeitraums verstorben sind. Der Nekrolog des Munzinger-Archivs enthält monatliche Listen von Todesfällen und wird laufend aktualisiert.
Die deutschsprachige Wikipedia verwendet für ihre Jahreslisten von Verstorbenen ebenfalls die Bezeichnung Nekrolog (z. B. Nekrolog 2022). Sämtliche dieser Nekrologe sind über die Kategorie Nekrolog zu finden.

## Etymologie
Das Wort Nekrolog geht über französisch nécrologe auf mittellateinisch necrologium („Totenregister“) zurück, dem die griechischen Wörter νεκρός nekrós („tot, Toter, Leichnam“) und λέγειν légein („auflesen, sammeln; lesen, vorlesen, reden“) zugrunde liegen.
Joachim Heinrich Campe gab in seinem Wörterbuch zur Erklärung und Verdeutschung der unserer Sprache aufgedrungenen fremden Ausdrücke (1813) beim Stichwort Necrolog zwei Bedeutungen an: einerseits „ein Buch, worin von dem Leben und den Schicksalen gestorbener Personen Nachricht gegeben wird“. Campe zitierte Kinderlings Vorschlag, Necrolog als Todtenbuch einzudeutschen. Davon grenzte Campe eine „zweite Bedeutung“ von Necrolog ab: „Abschnitt einer allgemeinen Zeitschrift, worin die jedesmahligen Sterbefälle, mit kurzen Nachrichten die Verstorbenen betreffend, angezeigt werden“. Für den Fall einer Zusammenstellung kurzgefasster Todesnachrichten empfahl er die Eindeutschung von Necrolog als Todtenanzeiger.
In Pierers Universal-Lexikon (Ausgabe 1857 ff.) wurden zu Nekrolog vier Bedeutungen angegeben:
1. Totenregister (zu diesem Stichwort gibt das Lexikon an: dasjenige der drei Kirchenbücher, „welches die Nachrichten über die im Kirchspiele Verstorbenen enthält“, in der Regel mit Angaben zu Name, Alter, Religion, Familienstand, Datum und Uhrzeit des Todes, Todesursache, Tag, Ort und Art des Begräbnisses)[9]
2. in Klöstern ein Buch, „worin der Todtestag von Klostergeistlichen, auch der Patrone der Klöster etc., eingetragen ist“
3. Biografie kürzlich verstorbener Personen
4. zum Plural Nekrologien: Sammlung von Biografien kürzlich verstorbener Personen (mit dem Beispiel Schlichtegroll, siehe oben)

Bedeutung Nr. 3 bei Pierer kommt der heute dominierenden Wortbedeutung am nächsten: der Nekrolog als Darstellung der Biografie und Würdigung des Lebenswerks einer einzelnen verstorbenen Person (Nachruf). Für diese Bedeutung gab es bis Mitte des 19. Jahrhunderts nur das Fremdwort Nekrolog. Dann bürgerte das dafür deutsche Wort Nachruf ein, das zuvor nur wörtlich im Sinne von „Hinterherrufen“ gebraucht worden war.
Pierer macht wie Campe keine Angabe zum Genus. Duden gibt für die Bedeutung „Verzeichnis der Toten“ an: das Nekrolog, setzt das Wort aber mit Nekrologium gleich und bezieht sich somit nur auf Nekrologien aus dem Mittelalter. Das Lexikon des Mittelalters gibt für die Bedeutung „Totenbuch“ ebenfalls Neutrum an: das Necrolog. Die ab dem späten 18. Jahrhundert erscheinenden Nekrologe mit gesammelten Biografien verwendeten das Wort als Maskulinum: der Nekrolog, was sich teilweise schon im Titel zeigt, z. B. Neuer Nekrolog der Deutschen. Mit der neueren Bedeutung „Nachruf auf eine einzelne Person“ ist das Wort immer maskulin: der Nekrolog.

## Beispiele für zeitgenössische kirchliche Nekrologien
- Necrologium Moguntinum 1802/03–2009. Bearbeitet von Nikolaus Reinhardt (†), Jutta von Essen und David Glombik. Bischöfliche Kanzlei Mainz, Mainz 2009. [Totenverzeichnis der im Bistum Mainz wirkenden Priester und Diakone]
- Den unberechenbaren Tod täglich vor Augen haben. Necrologium Beuronense 1863–2013. Hrsg. von Theodor Hogg OSB und Jakobus Kaffanke OSB. Beuroner Kunstverlag, Beuron 2013, ISBN 978-3-87071-307-2. [Totenverzeichnis der Mönche der Benediktiner-Erzabtei Beuron]